# John Rowlands
John Rowlands (Liverpool, 7 febbraio 1947 – Holyhead, 13 aprile 2020) è stato un calciatore inglese, di ruolo attaccante o difensore.

## Caratteristiche tecniche
Rowlands era una centravanti "vecchio stile", non molto prolifico ma affidabile. Negli Stati Uniti d'America fu schierato anche in difesa.

## Carriera
Dopo aver giocato in formazioni dilettantistiche, Rowlands nell'ottobre 1967 passò ai professionisti del Mansfield Town, con cui esordì nella Third Division 1967-1968, ottenendo la permanenza nella serie.
La stagione seguente passa al Torquay Utd, che durante il campionato lo prestò all'Exeter City.
Nel febbraio 1969 si trasferisce in Sudafrica per giocare nel Cape Town City.
Negli anni seguenti, tornato in patria, gioca con vari club della terza e quarta serie inglese, come lo Stockport County, che lasciò nel gennaio 1971 per £2.000 ingaggiato dal Barrow. In patria giocò anche nel Workington e nel Crewe Alexandra.
Nel 1974 si trasferisce negli Stati Uniti d'America per giocare con la neonata franchigia NASL dei Seattle Sounders. Nella stagione d'esordio fu scelto nella NASL 1st All-Star team. Militerà nei Sounders per due campionati, ottenendo come miglior risultato il raggiungimento dei quarti di finale dei playoff nella North American Soccer League 1975.
Non abbandona però neanche il campionato inglese, giocandovi nel periodo di pausa del torneo nordamericano con l'Hartlepool Utd per due stagioni in quarta serie.
Dal 1976 al 1978 milita nei S.J. Earthquakes, ottenendo come miglior risultato il raggiungimento delle semifinali playoff nel torneo 1976.
Nel corso della North American Soccer League 1978 passa agli Oakland Stompers, con cui non supera la fase a gironi del torneo nordamericano.
Nella stagione 1979 è inizialmente in forza ai Tulsa Roughnecks, per poi tornare nel corso della stagione agli Earthquakes. 
Nel 1980 verrà ingaggiato dai Phoenix Fire, neonata franchigia dell'American Soccer League, che però fallirà ancor prima dell'inizio del campionato 1980.
Lasciato il calcio giocato, restò a vivere negli Stati Uniti, aprendo numerosi locali in Florida.
In carriera ha totalizzato complessivamente 267 presenze e 46 reti nei campionati della Football League (tutte in quarta divisione) e 132 presenze e 21 reti nella NASL.